# 新布爾盧克
49°52′20″N 37°5′21″E / 49.87222°N 37.08917°E
新布爾盧克（烏克蘭語：Новий Бурлук）是位於烏克蘭東部的村莊，由哈爾科夫州丘胡伊夫区的佩切尼希市鎮負責管轄。該村距離洛佐韋3公里，始建於1695年，面積4平方公里，海拔高度114米，2001年人口850。